# كلية سانت ماري
كلية سانت ماري هي كلية نسائية كاثوليكية في مدينة أوماها في ولاية نبراسكا في  الولايات المتحدة. في 2006, كان عدد الطلاب الذين يدرسون هو 917, أما الخريجين فهو 16.

## وصلات خارجية
- موقع كلية سانت ماري